# Paris Hilton
Paris Hilton, ameriška filmska igralka, fotomodel, pevka, * 17. februar 1981, New York, ZDA.
Pri 17. letih je končala izobraževanje in se odločila za poklic upraviteljice verige hotelov, njen praded Conrad Hilton je bil namreč ustanovitelj hotelskih verig Hilton. Znana je postala v času vodenja oddaje Simple Life, ki jo je vodila s prijateljico Nicole Richie, kmalu po tem pa še po pornografskem filmu One night in Paris z Rickom Salomonom. V letu 2006 se je preizkusila tudi v glasbenih vodah s pesmima Stars are blind in Nothing to this world.
Ima tudi mlajšo sestro Nicky.